# Washington Redskins 1949
La stagione 1949 dei Washington Redskins è stata la 18ª della franchigia nella National Football League e la 12ª a Washington. Sotto la direzione dei capi-allenatore Herman Ball e John Whelchel la squadra ebbe un record di 4-7-1, terminando quarta nella NFL Eastern e mancando i playoff per il quarto anno consecutivo.

## Calendario
| Stagione regolare |                    |                        |                    |                    |                               |                    |                    |
| Turno             | Data               | Avversario             | Risultato          | Record             | Stadio                        | Pubblico           | Sintesi            |
| 1                 | Settimana di pausa | Settimana di pausa     | Settimana di pausa | Settimana di pausa | Settimana di pausa            | Settimana di pausa | Settimana di pausa |
| 2                 | 26 settembre       | at Chicago Cardinals   | S 7–38             | 0–1                | Comiskey Park                 | 24,136             | Recap              |
| 3                 | 3 ottobre          | at Pittsburgh Steelers | V 27–14            | 1–1                | Forbes Field                  | 30,000             | Recap              |
| 4                 | 9 ottobre          | New York Giants        | S 35–45            | 1–2                | Griffith Stadium              | 30,073             | Recap              |
| 5                 | 16 ottobre         | New York Bulldogs      | V 38–14            | 2–2                | Griffith Stadium              | 26,278             | Recap              |
| 6                 | 23 ottobre         | at Philadelphia Eagles | S 14–49            | 2–3                | Shibe Park                    | 28,855             | Recap              |
| 7                 | 30 ottobre         | at New York Bulldogs   | P 14–14            | 2–3–1              | Polo Grounds                  | 3,678              | Recap              |
| 8                 | 6 novembre         | Pittsburgh Steelers    | V 27–14            | 3–3–1              | Griffith Stadium              | 26,038             | Recap              |
| 9                 | 13 novembre        | Philadelphia Eagles    | S 21–44            | 3–4–1              | Griffith Stadium              | 31,107             | Recap              |
| 10                | 20 novembre        | Chicago Bears          | S 21–31            | 3–5–1              | Griffith Stadium              | 30,418             | Recap              |
| 11                | 27 novembre        | at New York Giants     | S 7–23             | 3–6–1              | Polo Grounds                  | 12,985             | Recap              |
| 12                | 4 dicembre         | Green Bay Packers      | V 30–0             | 4–6–1              | Griffith Stadium              | 23,200             | Recap              |
| 13                | 11 dicembre        | at Los Angeles Rams    | S 27–53            | 4–7–1              | Los Angeles Memorial Coliseum | 44,899             | Recap              |

Nota: gli avversari della propria division sono in grassetto.

## Classifiche
| NFL Eastern         |    |    |   |      |       |     |     |     |
|                     | V  | S  | P | %    | DIV   | PF  | PS  | STR |
| Philadelphia Eagles | 11 | 1  | 0 | .917 | 8–0   | 364 | 134 | V8  |
| Pittsburgh Steelers | 6  | 5  | 1 | .545 | 4–4   | 224 | 214 | V1  |
| New York Giants     | 6  | 6  | 0 | .500 | 3–5   | 287 | 298 | S2  |
| Washington Redskins | 4  | 7  | 1 | .364 | 3–4–1 | 268 | 339 | S1  |
| New York Bulldogs   | 1  | 10 | 1 | .091 | 1–6–1 | 153 | 368 | S5  |

Note: I pareggi non venivano conteggiati ai fini della classifica fino al 1972.